# 亞當·羅森博格
亞當·羅森博格（Adam Rothenberg，1975年6月20日—）是美國的一位演員。他出演過BBC One電視劇開膛街中的Capt角色。